# Guillermo Gastañeta
Guillermo Gastañeta Espinoza (Lima, 5 de abril de 1874- Lima, 27 de enero de 1958) fue un médico-cirujano y catedrático universitario peruano. Introdujo en su país las modernas técnicas quirúrgicas y realizó aportes originales en dicho campo. Ha sido declarado Patrono Nacional de la Cirugía.

## Biografía
Hijo de Pedro Gastañeta y Carmen Espinoza. Nieto de Juan Gastañeta, protomédico de la República y diputado del primer Congreso Constituyente del Perú.
En 1893 ingresó a la Facultad de Medicina de San Fernando (Universidad Mayor de San Marcos). Tuvo por maestros a los doctores Lino Alarco y Constantino T. Carvallo. El 9 de mayo de 1899 se recibió de médico cirujano. El 16 de octubre de 1901 se graduó de doctor en Medicina, con su tesis «Cura radical de las hernias inguinales».
Ingresó a laborar al Hospital Nacional Dos de Mayo donde permaneció hasta el fin de su carrera. En los primeros años de su actividad profesional concentró su atención en el tratamiento quirúrgico de las hernias inguinales, a la que dedicó su tesis doctoral ya mencionada. Luego incursionó en diversos campos: la neurocirugía, cirugía de cabeza y cuello, cirugía de tórax y cirugía abdominal, siendo esta última en la que alcanzó gran maestría (específicamente del estómago, hígado, vías biliares, páncreas y bazo). Siempre estuvo atento a los adelantos de la medicina mundial y se preocupó por introducirlos en el Perú. Fue el primero en realizar una transfusión de sangre de persona a persona, siguiendo la técnica de la determinación de los grupos sanguíneos de Karl Landsteiner (1904). Y fue también de los primeros en traer instrumental de radiología para el tratamiento del cáncer.
En 1905 ganó por concurso el puesto de Jefe de la Sala «San Juan de Dios» del Hospital Dos de Mayo, donde demostró sus dotes de cirujano. En 1917 viajó a los Estados Unidos, invitado al Congreso de la American College of Surgeons. Allí entabló amistad con los hermanos William y Charles Mayo, de la célebre Clínica Mayo de Minnesota, quienes reconocieron el talento del médico peruano y lograron que fuera admitido como miembro honorario de la American College of Surgeons.
Entre 1920 y 1921 presidió la Sociedad de Cirugía, entidad que en 1940 se convirtió en la Academia Peruana de Cirugía, en la que Gastañeta se contó como académico titular y fundador.
Se dedicó también a la docencia, como catedrático de Anatomía y de Cirugía en la Facultad de Medicina de su alma mater, desde 1900. Sucedió a Ernesto Odriozola en el Decanato de dicha Facultad, cargo que ejerció de 1922 a 1931.
Falleció el 28 de enero de 1958. A su entierro acudieron numerosas personalidades del mundo académico y político.

## Contribuciones
Inventó originales procedimientos operatorios de las hernias, tema que ya tratara en su tesis doctoral (1901). De su experiencia en las clínicas norteamericanas trajo la técnica y el instrumental especializado para iniciar en el Perú la neurocirugía. Efectuó las primeras operaciones para extirpar el ganglio de Gasser en la neuralgia del trigémino y los tumores cerebrales. Asimismo hizo las primeras operaciones en la columna vertebral y extirpó tumores medulares, previo diagnóstico de localización con inyección de sustancias opacas dentro de la columna. Con Constantino T. Carvallo, fue uno de los primeros en importar radio para el tratamiento del cáncer. Igualmente puede considerársele como introductor e innovador de técnicas en el campo de la cirugía del tórax, del abdomen y de los huesos, después de visitar las clínicas de los grandes maestros alemanes y traer el instrumental apropiado.
Jorge Basadre

## Homenajes
En 1960 se inauguró en Lima una plaza que lleva su nombre, con su busto y una placa donde se lee la siguiente inscripción: «LA CIUDAD DE LIMA A GUILLERMO GASTAÑETA, MAESTRO Y CIRUJANO EMINENTE».
En 1976 el International College of Surgeons colocó su retrato al óleo en el «Hall of Fame» de su museo.
El 1 de abril de 1976, el Ministerio de Salud del Perú emitió la Resolución Ministerial N.º 00049/SA/OS que declaró el día 5 de abril (natalicio de Gastañeta) como el «Día de la Cirugía Peruana».